# Yangwang
Yangwang Auto (на китайски: 仰望汽车; букв. „гледам нагоре“, „възхищавам се“) е китайска марка за луксозни електромобили, собственост на BYD Auto и предлагана на пазара от Shenzhen Yangwang Auto Sales Co., Ltd. Марката е представена през януари 2023 г. На китайския пазар превозните средства Yangwang заемат ценови диапазон над 1 млн. CN¥ (приблизително 140 000 щ.д.), конкурирайки се с европейските луксозни марки. Към 2024 г. Yangwang е позициониран над други две подмарки на BYD, Denza и Fangchengbao.
Yangwang е първата марка, която представя собствената технологична платформа на BYD за индивидуално задвижване на колелата (IWD), наречена „e4“ (易四方). Логото на марката е китайска логограма за „мълния“ или „електричество“, взета от древни гадателски записки върху кост.

## Модели
- Yangwang U7 – луксозен електрически седан (от 2024 г. насам)
- Yangwang U8 – електрически оф-роуд SUV (от 2023 г. насам) с удължител на пробега[5]
- Yangwang U9 – електрически суперавтомобил (от 2023 г. насам)[6]

- Yangwang U7
- Yangwang U8
- Yangwang U9